# Pałac w Bystrzycy Górnej z XIX w.
Pałac w Bystrzycy Górnej – zabytkowy pałac  wybudowany pod koniec XIX w. w Bystrzycy Górnej.

## Położenie
Pałac położony jest w Bystrzycy Górnej – wsi w Polsce, w województwie dolnośląskim, w powiecie świdnickim, w gminie Świdnica. Wzniesiony końcem XVIII w., przebudowany w końcu XIX w..